# Ulica Białoskórnicza w Warszawie
Ulica Białoskórnicza – jedna z ulic warszawskiego osiedla Mariensztat, biegnąca od ul. Dobrej do rynku Mariensztackiego.
Nazwa ulicy pochodzi od zamieszkujących tu białoskórników – garbarzy wyprawiających delikatne białe skóry.

## Historia
Ulica została wytyczona wraz z utworzeniem jurydyki Mariensztat w roku 1762. Pierwotnie dochodziła aż do Wisły. Jej nazwa została oficjalnie nadana w roku 1770. Krótko po tym pojawiła się pierwsza zabudowa – okazała kamienica Kwiecińskiego zbudowana tuż nad Wisłą, oraz niewielka kamieniczka u zbiegu z ul. Garbarską. Bieg ulicy Białoskórniczej skróciło wybudowanie wiaduktu Pancera w roku 1844. K W pierwszej połowie XIX w. znajdowała się tu duża fabryka białoskórnicza Michała Grossego. 
W 1844 r. przy samym Mariensztacie, przy ulicy Białoskórniczej 3 August Piskorski założył pierwszy polski zakład białoskórniczy w Warszawie. Jego zakład i fabryka, dziedziczone kolejno przez jego syna Wacława Piskorskiego i wnuka Leonarda Piskorskiego, mieściły się tu przez 100 lat i specjalizowały się w wyrobie baranich i kozłowych skór rękawiczkowych oraz skór na kapelusze, kurtki, bandaże, białe zamsze i futrówki. Także siedziba cechu mieściła się przy ul. Białoskórniczej.
Poza fabrykami nowe kamienice wzniesiono dopiero po roku 1880. Istniejące wcześniej rozbudowano o wysokie oficyny.
Zagładę ulicy przyniosła II wojna światowa. Wszystkie domy zostały spalone w roku 1939 i w dniach powstania warszawskiego. Ich relikty zostały rozebrane w okresie powojennym w związku z budową Trasy W-Z i socrealistycznego osiedla Mariensztat, pierwszej realizacji mieszkaniowej w powojennej historii Warszawy.
Przebieg dzisiejszej ulicy Białoskórniczej nie pokrywa się dokładnie z przedwojennym, a ona sama została zdegradowana do postaci chodnika pomiędzy pierzeją nowej zabudowy po stronie południowej, a nasypem ulicy Nowy Zjazd, która stanowi łącznik Trasy W-Z z Wisłostradą, po stronie północnej.